# Bembidion monticola
Bembidion monticola är en skalbaggsart som beskrevs av Sturm 1825. Bembidion monticola ingår i släktet Bembidion, och familjen jordlöpare. Enligt den finländska rödlistan är arten sårbar i Finland. Arten har ej påträffats i Sverige. Artens livsmiljö är sjö- och älvstränder.